# 三谷産業
三谷産業株式会社（みたにさんぎょう）は、情報システム、化学品の販売など６つのセグメントを中心に多角的に事業を展開する石川県の企業。石炭・コークス・セメントを販売する三谷合名会社の金沢出張所として1928年に創業した。代表は三谷忠照。

## 主要事業
6つの事業セグメントを持ち、多岐にわたる事業を展開している。
- 情報システム関連
- 樹脂・エレクトロニクス関連
- 化学品関連
- エネルギー関連
- 空調設備工事関連
- 住宅設備機器関連

## 沿革
- 1928年（昭和3年） - 金沢市木ノ新保において三谷合名会社金沢出張所として創業。
- 1943年（昭和18年） - 三谷産業株式会社と改称。
- 1949年（昭和24年） - 三谷石炭株式会社設立。
- 1951年（昭和26年） - 三谷石炭株式会社が三谷産業株式会社を吸収合併し、同時に現在の三谷産業株式会社に商号変更。
- 1952年（昭和27年） - 東京営業所（現・東京本社）開設。
- 1988年（昭和63年） - 名古屋証券取引所市場第二部に上場。
- 1996年（平成08年） - 旧東京支社を改組・再編成し、東京本社を設置。
- 2004年（平成16年） - 情報システム事業部が売上を過大計上し、管理ポストに割当[2]。
- 2009年（平成21年） - 日医工株式会社との共同出資により、アクティブファーマ株式会社を設立。
- 2014年（平成26年） - 東京証券取引所市場第二部に上場。
- 2015年（平成27年）3月19日 - 東京証券取引所および名古屋証券取引所の市場第一部に指定替え[3]。
- 2020年（令和2年）4月27日 - 新型コロナウイルスの治療薬として期待される「アビガン」の原薬を7月から子会社で生産すると発表。
- 2023年（令和5年）10月20日 - 東京証券取引所における市場区分をスタンダード市場へ変更。

## 主なグループ会社
- 株式会社インフィル
- 三谷産業コンストラクションズ株式会社
- ディサークル株式会社
- アクティブファーマ株式会社
- 相模化成工業株式会社
- 株式会社ミライ化成
- 三谷産業イー・シー株式会社

など

### 関連会社
- ニッコー株式会社
- 北陸コンピュータ・サービス株式会社

など